# Promozione Toscana 1979-1980
Nella stagione 1979-1980 la Promozione era sesto livello del calcio italiano (il massimo livello regionale). Qui vi sono le statistiche relative al campionato in Toscana.
Il campionato è strutturato in vari gironi all'italiana su base regionale, gestiti dai Comitati Regionali di competenza. Promozioni alla categoria superiore e retrocessioni in quella inferiore non erano sempre omogenee; erano quantificate all'inizio del campionato dal Comitato Regionale secondo le direttive stabilite dalla Lega Nazionale Dilettanti, ma flessibili, in relazione al numero delle società retrocesse dal Campionato Interregionale e perciò, a seconda delle varie situazioni regionali, la fine del campionato poteva avere degli spareggi sia di promozione che di retrocessione.

## Girone A

### Squadre partecipanti
| Squadra                 | Città                          |
| ----------------------- | ------------------------------ |
| A.C. Alabastri Volterra | Volterra (PI)                  |
| G.S. Armando Picchi     | Livorno (LI)                   |
| A.S. Camaiore           | Camaiore (LU)                  |
| U.S. Castelnuovo        | Castelnuovo di Garfagnana (LU) |
| Pol. Follonica          | Follonica (GR)                 |
| U.S. Forte dei Marmi    | Forte dei Marmi (LU)           |
| U.S. Lampo              | Lamporecchio (FI)              |
| U.S. Larcianese         | Larciano (PT)                  |
| A.C. Mobilieri Ponsacco | Ponsacco (PI)                  |
| U.S. Monsummanese       | Monsummano Terme (PT)          |
| U.S. Pescia             | Pescia (PT)                    |
| U.S. Ponte Buggianese   | Ponte Buggianese (PT)          |
| U.S. Pontedera          | Pontedera (PI)                 |
| A.C. Quarrata Olimpia   | Quarrata (PT)                  |
| G.S. Rosignano Solvay   | Rosignano Solvay (LI)          |
| A.S. Venturina          | Venturina Terme (LI)           |

### Classifica finale
|  | Pos. | Squadra            | Pt  | G   | V   | N   | P   | GF  | GS  | DR  |
|  | ---- | ------------------ | --- | --- | --- | --- | --- | --- | --- | --- |
|  | 1.   | Pescia             | 45  | 30  | 18  | 9   | 3   | 47  | 24  | +23 |
|  | 2.   | Pontedera          | 44  | 30  | 17  | 10  | 3   | 42  | 15  | +27 |
|  | 3.   | Mobilieri Ponsacco | 44  | 30  | 18  | 8   | 4   | 41  | 18  | +23 |
|  | 4.   | Camaiore           | 37  | 30  | 10  | 17  | 3   | 29  | 17  | +12 |
|  | 5.   | Armando Picchi     | 31  | 30  | 10  | 11  | 9   | 43  | 38  | +5  |
|  | 6.   | Alabastri Volterra | 30  | 30  | 8   | 14  | 8   | 32  | 35  | -3  |
|  | 7.   | Follonica          | 28  | 30  | 8   | 12  | 10  | 36  | 35  | +1  |
|  | 8.   | Forte dei Marmi    | 27  | 30  | 7   | 13  | 10  | 26  | 37  | -11 |
|  | 9.   | Rosignano Solvay   | 26  | 30  | 10  | 6   | 14  | 30  | 33  | -3  |
|  | 10.  | Larcianese         | 26  | 30  | 6   | 14  | 10  | 26  | 32  | -6  |
|  | 11.  | Quarrata           | 26  | 30  | 9   | 8   | 13  | 32  | 41  | -9  |
|  | 12.  | Venturina          | 26  | 30  | 8   | 10  | 12  | 32  | 44  | -12 |
|  | 13.  | Monsummanese       | 25  | 30  | 5   | 15  | 10  | 27  | 30  | -3  |
|  | 14.  | Lampo              | 23  | 30  | 5   | 13  | 12  | 22  | 36  | -14 |
|  | 15.  | Castelnuovo        | 21  | 30  | 3   | 15  | 12  | 23  | 34  | -11 |
|  | 16.  | Ponte Buggianese   | 21  | 30  | 4   | 13  | 13  | 17  | 36  | -19 |
|  |      |                    | 480 | 480 | 146 | 188 | 146 | 505 | 505 | 0   |

## Girone B

### Squadre partecipanti
| Squadra                | Città                      |
| ---------------------- | -------------------------- |
| U.S. Antella           | Bagno a Ripoli (FI)        |
| S.P. Audax             | Rufina (FI)                |
| Pol. Cappiano Romaiano | Ponte a Cappiano (FI)      |
| A.S. Castellina        | Castellina in Chianti (FI) |
| U.S. Castiglionese     | Castiglion Fiorentino (AR) |
| U.S. Cortona Camucia   | Cortona (AR)               |
| S.S. Delle Signe       | Signa (FI)                 |
| A.S. Figline           | Figline Valdarno (FI)      |
| A.C. Foiano            | Foiano della Chiana (AR)   |
| U.S. Fucecchio         | Fucecchio (FI)             |
| U.S. Grassina          | Grassina (FI)              |
| U.S. Poggibonsi        | Poggibonsi (SI)            |
| S.C. Resco Reggello    | Reggello (FI)              |
| A.C. Sansovino         | Monte San Savino (AR)      |
| U.C. Sinalunghese      | Sinalunga (SI)             |
| G.S. Staggia           | Staggia Senese (SI)        |

### Classifica finale
|  | Pos. | Squadra           | Pt  | G   | V   | N   | P   | GF  | GS  | DR  |
|  | ---- | ----------------- | --- | --- | --- | --- | --- | --- | --- | --- |
|  | 1.   | Audax             | 38  | 30  | 14  | 10  | 6   | 43  | 24  | +19 |
|  | 2.   | Castellina        | 37  | 30  | 14  | 9   | 7   | 36  | 24  | +12 |
|  | 3.   | Resco Reggello    | 35  | 30  | 14  | 7   | 9   | 40  | 30  | +10 |
|  | 4.   | Fucecchio         | 35  | 30  | 13  | 9   | 8   | 31  | 21  | +10 |
|  | 5.   | Grassina          | 32  | 30  | 13  | 6   | 11  | 36  | 32  | +4  |
|  | 6.   | Delle Signe       | 32  | 30  | 11  | 10  | 9   | 35  | 39  | -4  |
|  | 7.   | Cortona Camucia   | 31  | 30  | 8   | 15  | 7   | 19  | 18  | +1  |
|  | 8.   | Figline           | 30  | 30  | 8   | 14  | 8   | 27  | 29  | -2  |
|  | 9.   | Poggibonsi        | 30  | 30  | 7   | 16  | 7   | 28  | 24  | +4  |
|  | 10.  | Sansovino         | 30  | 30  | 11  | 8   | 11  | 31  | 35  | -4  |
|  | 11.  | Staggia           | 28  | 30  | 8   | 12  | 10  | 26  | 26  | 0   |
|  | 12.  | Sinalunghese      | 28  | 30  | 8   | 12  | 10  | 23  | 31  | -8  |
|  | 13.  | Foiano            | 27  | 30  | 7   | 13  | 10  | 26  | 24  | +2  |
|  | 14.  | Cappiano Romaiano | 26  | 30  | 7   | 12  | 11  | 23  | 38  | -15 |
|  | 15.  | Antella           | 24  | 30  | 8   | 8   | 14  | 23  | 34  | -11 |
|  | 16.  | Castiglionese     | 17  | 30  | 5   | 7   | 18  | 22  | 40  | -18 |
|  |      |                   | 480 | 480 | 156 | 168 | 156 | 469 | 469 | 0   |

### Spareggio Promozione
Pescia-Audax Rufina 3-0